# Иафет
Иа́фе́т (ивр. יפת‎ Ие́фет , лат. Iapheth, греч. Ιάφεθ, араб. يافث‎, Йа́фис) — библейский персонаж, один из трёх сыновей библейского персонажа Ноя, спасшийся вместе с ним во время Всемирного потопа, и, следовательно, один из родоначальников человечества. Почитается Православной церковью как святой праведный Иафет, память в Неделю святых праотец и Неделю святых отец. В средневековой и ранней современной европейской традиции он считался прародителем европейских народов.

## Варианты написания имени
Помимо написания Иа́фе́т и Ие́фет встречаются написания: Яфет, Йапет, Яфис.

## Биография
Согласно Книге Бытия, Иафет был младшим братом Сима. В библейском повествовании он назван последним, однако при изложении родословия их потомков он стоит на первом месте.
Иафет женился ещё до потопа и вместе с женой спасся в ковчеге своего отца. После потопа у него родилось семеро сыновей. 
По другой версии Иафет был старшим братом, поскольку первый сын у Ноя родился после того, как ему исполнилось 500 лет, а Потоп произошел, когда ему было 600. О Симе, который женился ещё до Потопа, говорится, что первый сын, Арфаксад, родился у него через два года после Потопа, когда Симу было 100 лет. То есть Сим родился, когда Ною было 502 года. А поскольку о Хаме, судя по всему, говорится как о «младшем сыне», напрашивается вывод, что Иафет был первым сыном, родившимся у Ноя, когда ему было 500 лет.
Когда опьяневший Ной лежал обнаженным в шатре, Иафет и Сим, в отличие от Хама, выказали скромность и почтение к отцу, прикрыв его наготу (Быт. 9:23).

## Родоначальник тюрков
Абу-л Фазл Аллами, который приписывает тюркским народам происхождение от Иафета, писал о нём:
Яфис был самым справедливым из сыновей Нуха. Возвышенный род Его Величества, Царя Царей, связан с ним, и ханы восточных городов и Туркестана происходят от него. Его величают Отцом тюрков (Абу-л-тюрк), и некоторые историки называют его Алунджа-хан.

## Род Иафета
Еврейская Библия упоминает семь сыновей Иафета (Гомер, Магог, Мадай, Иаван, Фувал, Мешех и Фирас), однако в переводе 70 толковников дополнительно упоминается сын Елиса (Быт. 10:2).
В Книге Юбилеев:
- упоминается сын Иафета — Абадай[20].
- упоминается жена Иафета Адотанелек[21].

В Книге Яшера (Праведного):
- упоминается, что жена Иафета была дочерью Елиакима, сына Матушлаха (Мафусала)[22].
- сыновья Йапета (Иафета) упоминаются как: Гомер, Магог, Мади, Йон, Тубал, Мешек и Тирас[23].

В арабских источниках:
- Историк Г. Л. Файзрахманов со ссылкой на «Родословное древо тюрков» Абульгази называет восемь других сыновей Иафета (Тюрок, Хазар, Саклаб, Русь, Минг, Чин, Кеймари и Тарих)[24]. В переводе В. К. Тредиаковского имена детей Иафиса названы как: «1. Турк, 2. Харс, 3. Саклап, 4. Русс, 5. Манинакк, 6. Чвин, 7. Камари, 8. Гарих»[25].
- Персидский историк Хондемир (в переводе В. Григорьева) называет следующих сыновей Иафета: Турк, Хазар, Саклаб, Рус, Менсек, Чин, Гомари, называемый также Кеймалом и Таредж[26].
- Мусульманский ученый Якут аль-Хамави со ссылкой на Аль-Кальби (в переводе А. Я. Гаркави) перечислил детей Иафета как: Юнан, Саклаб, Абдар, Бурджан, Бурджас, Фарс и Рум[27]; и в другом месте упомянул как сына Иафета Кашлухима[27].
- Абу-ль-Фадль Аллами называет одиннадцать сыновей Яфиса (Иафета): Турка, Сина, Саклаба, Мансаджа (Мансак), Камари (Каймал), Халаджа, Хазана, Руса, Садсана, Газа, Яраджа[28].
- Абу Сулейман Дауд:
  - со ссылкой на Ибн-Ел-Куллия упоминает сына Яфета (Иафета) Келухима[29].
  - со ссылкой на Шериф-ел-Идрисы упоминает сыновей Яфета (Иафета) Юнана и Мадая[30].
  - со ссылкой на Доссона упоминает сына Яфета (Иафета) Мари[31].

Потомству Иафета Ноем была предсказана блестящая будущность «да распространит Бог Иафета, и да вселится он в шатрах Симовых». Считается, что от потомков Иафета произошли народности, живущие к западу и северу от Израиля в районе Эгейского моря и Анатолии, в основном состоящие из индоевропейцев: 
- Гомер[35] (Народность этого имени встречается в Библии у пророка Иезекииля, который описывает ее как соседнюю с Фувалом и Мешехом (Иез. 38:6) и целым рядом других народностей, населявших северную Сирию и Малую Азию.  Большинство авторитетных экзегетов отождествляет их с классическими киммерийцами, населявшими берега Каспийского и Аральского морей и оттуда впоследствии расселившихся на запад, в пределы северной Германии (кимвры и тевтоны) и островов Британии. Некоторые сближают с именем киммерийцев – Гомер название «Крым»),
- Магог (население Скифии — скифы, некоторые считают Магога армянами),
- Мадай: (первобытные арийцы, жившие в западной Азии, именно в Мидии, откуда большая часть их со временем выселилась на восток и получила название индусов, а меньшая осталась на месте и удержала название мидян),
- Иаван и Елиса (греки, прежде всего ионяне),
- Фувал (предположительно иберы или грузины в Колхиде и Иберии),
- Мешех (каппадокийцы)[36],
- Фирас (догреческое население Фракии — фракийцы)[37].

По мнению А. П. Лопухина, потомство Иафета — это «Иафетова, или Арийская, раса».

## Образ Иафета в кино
- Ной / Noah (2014; США) режиссёр Даррен Аронофски, в роли Иафета Лео МакХью Кэрролл.